# Anne Pätzke

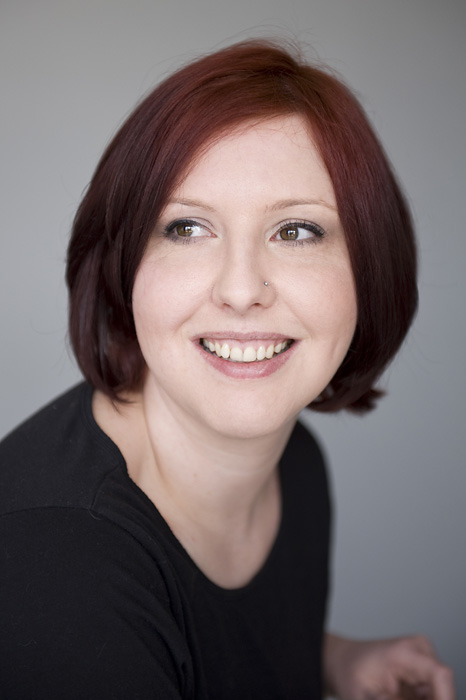

Anne Pätzke (nascida em 1982) é uma ilustradora e escritora alemã.
Ela nasceu em Frankfurt e estudou pintura na escola Rosengarten e design gráfico em Berlim. Ela vive e trabalha em Berlim. Pätzke criou arte para vários jogos de tabuleiro, incluindo Space Mission e Carcassonne. Ela também criou tutoriais em vídeo para artistas de banda desenhada.
As suas obras também aparecem como brinquedos de peluche e em canecas, calendários e marcadores.

## Trabalho seleccionado
- Kulla, literatura infantil (2006)
- Kulla und die Wunschblume, literatura infantil (2008)
- Kulla und der Schneemann, literatura infantil (2008)
- Kulla und der Mondhase, literatura infantil (2009)
- Bound - The Contract, banda desenhada online (desde 2019)